# Система зажигания
Систе́ма зажига́ния — совокупность всех приборов и устройств, обеспечивающих появление электрической искры, воспламеняющей топливовоздушную смесь в цилиндрах двигателя внутреннего сгорания в нужный момент. Эта система является частью общей системы электрооборудования.

## История
В первых двигателях (например, двигатель Даймлера, а также так называемый полудизель) смесь топлива с воздухом воспламенялась в конце такта сжатия от раскалённой калильной головки — камеры, сообщающейся с камерой сгорания (синоним — калильная трубка). Перед запуском калильную головку надо было разогреть паяльной лампой, после чего её высокая температура поддерживалась сгоранием топлива при работе двигателя. В настоящее время по такому принципу работают калильные двигатели, используемые в различных моделях (авиа-, авто-, судомодели). Калильное зажигание в данном случае выигрывает своей простотой и непревзойдённой компактностью.
Дизельные двигатели также не имеют системы зажигания, топливо воспламеняется в конце такта сжатия от сильно нагретого в цилиндрах воздуха.
Не нуждаются в системе зажигания компрессионные карбюраторные двигатели, топливовоздушная смесь воспламеняется от сжатия. Данные двигатели также применяются в моделизме.
Но по-настоящему на бензиновых моторах прижилась искровая система зажигания, то есть система, отличительным признаком которой является воспламенение смеси электрическим разрядом, пробивающим воздушный промежуток между электродами свечи зажигания.
В настоящее время существуют три разновидности системы зажигания: с использованием магнето, батарейное зажигание с автомобильным аккумулятором и система зажигания без аккумулятора с использованием мотоциклетного генератора переменного тока.
Можно выделить: схемы без использования радиоэлектронных компонентов («классические») и электронные.
Схемы с электронным зажиганием разделяются на:
1. с наличием контактов прерывателя
2. бесконтактные

## Магнето
Одной из первых появилась система зажигания на основе магнето.
Магнето — специализированный генератор переменного тока, вырабатывающий электроэнергию только для свечи зажигания. Конструкция представляет собой постоянный магнит, получающий вращение от коленчатого вала бензинового двигателя и неподвижную генераторную обмотку с малым количеством витков толстого провода (катушка индуктивности). На общем магнитопроводе с генераторной обмоткой находится высоковольтная (с большим количеством витков тонкого провода). Генерируемое низковольтное напряжение трансформируется в высоковольтное, способное «пробить» искровой промежуток свечи зажигания. Один из выводов каждой катушки связан с «массой» (корпусом двигателя), другой вывод высоковольтной обмотки присоединяется к центральному электроду свечи зажигания. Если магнето контактное — параллельно другому выводу низковольтной обмотки на «массу» подключён прерыватель с параллельно подключенным конденсатором (необходим для уменьшения искрения и подгорания контактов). В нужный момент времени (момент опережения зажигания) кулачок размыкает контакты прерывателя и на свече проскакивает искра. В электронных бесконтактных магнето прерыватель отсутствует, имеется управляющая катушка, в нужный момент генерируется управляющий импульс на электронный блок. Транзисторы или тиристоры открывается, ток поступает на высоковольтную катушку. Энергия дополнительно накапливается в конденсаторах или в катушках индуктивности, что повышает мощность искры.
Достоинством магнето является простота, компактность и лёгкость, низкая стоимость, аккумуляторная батарея не нужна. Магнето всегда готово к работе. Применяется в основном на малогабаритной технике — например, на бензопилах, газонокосилках, переносных бензогенераторах и др. Магнето также применялось на ранних поршневых авиационных двигателях.

## Батарейное зажигание
Второй, наиболее распространённой системой является батарейная система зажигания. В этом случае электропитание осуществляется от автомобильной аккумуляторной батареи, а когда двигатель работает — электроэнергию вырабатывает автомобильный генератор, подключенный параллельно аккумулятору.
Последовательно источникам тока подключен выключатель зажигания, прерыватель и первичная обмотка катушки зажигания с добавочным сопротивлением.
Катушка зажигания представляет собой импульсный трансформатор. Основная функция катушки зажигания — трансформирование низкого (12 вольт) напряжения в высоковольтный (десятки тысяч вольт) импульс, способный «пробить» искровой промежуток на свече.
Цепь высокого напряжения — вторичная обмотка катушки зажигания, прерыватель-распределитель зажигания, высоковольтные провода и свечи зажигания.
Если двигатель одноцилиндровый — тогда высоковольтный распределитель отсутствует, он также не нужен на двухцилиндровых двигателях при применении двухискровых катушек зажигания. В последнее время ставится катушка на каждый цилиндр (что позволяет разместить катушку непосредственно на свече как наконечник и отказаться от высоковольтных проводов) или двухискровая катушка на пару цилиндров.

### Принцип действия
Принцип действия основан на законе электромагнитной индукции.
От аккумуляторной батареи при включенном зажигании и замкнутых контактах прерывателя ток низкого напряжения проходит по первичной обмотке катушки зажигания, образуя вокруг неё магнитное поле. Размыкание контактов прерывателя приводит к исчезновению тока в первичной обмотке и магнитного поля вокруг неё. Исчезающее магнитное поле индуктирует во вторичной обмотке высокое напряжение (около 20—25 киловольт). Распределитель поочерёдно подводит ток высокого напряжения к высоковольтным проводам и свечам зажигания, между электродами которых проскакивает искровой заряд, топливовоздушная смесь в цилиндрах двигателя воспламеняется.
Исчезающее магнитное поле пересекает не только витки вторичной, но и первичной обмотки, вследствие чего в ней возникает ток самоиндукции напряжением около 250—300 вольт. Это приводит к искрению и обгоранию контактов, кроме того, замедляется прерывание тока в первичной обмотке, что приводит к уменьшению напряжения во вторичной обмотке. Поэтому параллельно контактам прерывателя подключен конденсатор (как правило, ёмкостью 0,25 мкф).
Последовательно первичной обмотке катушки зажигания включается добавочное сопротивление (или дополнительный резистор). На низких оборотах контакты прерывателя бо́льшую часть времени оказываются в замкнутом состоянии и через обмотку протекает ток, более чем достаточный для насыщения магнитопровода. Избыточный ток бесполезно нагревает катушку. При запуске двигателя добавочное сопротивление шунтируется контактами реле стартера, тем самым повышается энергия электрической искры на свече зажигания.

## Зажигание с использованием генератора переменного тока (без аккумуляторов)
На лёгких мотоциклах (например, мотоциклы «Минск», «Восход»), мопедах и подвесных лодочных моторах устанавливаются генераторы переменного тока с самовозбуждением (или с вращающимся постоянным магнитом). Одна из статорных обмоток генерирует электроэнергию для свечи зажигания, остальные — для питания электрооборудования транспортного средства (фары, ходовые огни маломерного судна, освещение каюты). Статорная обмотка может быть совмещена с катушкой зажигания, а сам генератор — с узлом прерывателя. Аккумуляторная батарея на транспортном средстве не нужна (но на судне может присутствовать для освещения на стоянке, заряжается генератором на ходу, при работе лодочного мотора).

## Электронное зажигание
Через контакты прерывателя «классической» системы зажигания протекает большой ток, вызывающий их быстрый износ, а также сила тока низкого напряжения зависит от частоты вращения коленчатого вала двигателя. После появления полупроводниковых элементов (тиристоров и транзисторов) стали выпускаться электронные системы зажигания, вначале контактные, как дополнение к «классической», затем бесконтактные.
В контактной электронной системе зажигания через прерыватель проходит малый ток, собственно прерыватель вызывает срабатывание электронной схемы коммутатора, формирующей импульс в первичной обмотке катушки зажигания. Благодаря электронным компонентам напряжение в первичной обмотке может быть повышено, при запуске двигателя коммутатор может выдавать несколько импульсов подряд, облегчая воспламенение топливной смеси, водитель может со своего места легко регулировать момент зажигания.
Так, на автомобилях ЗИЛ-130, ЗИЛ-131 и ГАЗ-53 штатно устанавливалась контактно-транзисторная система зажигания. В СССР в продажу поступали блоки электронного зажигания («Ока», «Искра», «Искра-2» и др.), которые автолюбители самостоятельно устанавливали на свои «Запорожцы», «Жигули» и «Москвичи». Блок электронного зажигания мог быть легко отключен при его неисправности.

### Системы с накоплением энергии в индуктивности
Системы с накоплением энергии в индуктивности (транзисторные) занимают доминирующее положение в технике. Принцип действия — при протекании электрического тока от внешнего источника через первичную обмотку катушки зажигания катушка запасает энергию в своём магнитном поле, при прекращении этого тока ЭДС самоиндукции генерирует в обмотках катушки мощный импульс, который снимается со вторичной (высоковольтной) обмотки, и подаётся на свечу. Напряжение импульса достигает 20—40 тысяч вольт без нагрузки. Реально, на работающем двигателе напряжение высоковольтной части определяется условиями пробоя искрового промежутка свечи зажигания в конкретном рабочем режиме, и колеблется от 3 до 30 тысяч вольт в типичных случаях. Прерывание тока в обмотке долгие годы осуществлялось обычными механическими контактами, сейчас стандартом стало управление электронными устройствами, где ключевым элементом является мощный полупроводниковый прибор: биполярный или полевой транзистор.

### Системы с накоплением энергии в ёмкости
Системы с накоплением энергии в ёмкости (они же «конденсаторные» или «тиристорные») появились в середине 1970-х годов в связи с появлением доступной элементной базы и возросшим интересом к роторно-поршневым двигателям. Конструктивно они практически аналогичны описанным выше системам с накоплением энергии в индуктивности, но отличаются тем, что вместо пропускания постоянного тока через первичную обмотку катушки к ней подключается конденсатор, заряженный до высокого напряжения (типично от 100 до 400 вольт). То есть обязательными элементами таких систем являются преобразователь напряжения того или иного типа, чья задача — зарядить накопительный конденсатор, и высоковольтный ключ, подключающий данный конденсатор к катушке. В качестве ключа, как правило, используются тиристоры. Недостатком данных систем является конструктивная сложность, и недостаточная длительность импульса в большинстве конструкций, достоинством — крутой фронт высоковольтного импульса, делающий систему менее чувствительной к забрызгиванию свечей зажигания, характерному для роторно-поршневых двигателей.
- Существуют также конструкции, объединяющие оба принципа, и имеющие их достоинства, но, как правило, это любительские или экспериментальные конструкции, отличающиеся высокой сложностью изготовления.

## Момент зажигания
Изменение угла опережения зажигания
Важнейшим параметром, определяющим работу системы зажигания, является так называемый момент зажигания, — то есть время, в которое система поджигает искровым разрядом сжатую рабочую смесь. Определяется момент зажигания как положение коленвала двигателя в момент подачи импульса на свечу опережением относительно верхней мёртвой точки в градусах (типично от 1 градуса до 30).
Это связано с тем, что для сгорания рабочей смеси в цилиндре требуется некоторое время (скорость распространения фронта пламени около 20-30 м/с). Если поджигать смесь в положении поршня в верхней мёртвой точке (ВМТ), смесь будет сгорать уже на такте расширения и частично на выпуске и не обеспечит эффективного давления на поршень (попросту говоря, догоняя поршень, вылетит в выхлопную трубу). Поэтому (оптимальный) момент зажигания подбирают таким образом (опережают относительно ВМТ), чтобы максимальное давление сгоревших газов приходилось на ВМТ.
Оптимальный момент опережения зажигания зависит от скорости движения поршня (оборотов двигателя), степени обогащения/обеднения смеси и немного от фракционного состава топлива (влияет на скорость горения смеси). Для автоматического приведения момента зажигания к оптимальному применяются центробежный и вакуумный регуляторы или электронный блок управления.
На нагрузочных режимах в бензиновых двигателях при оптимальных (по скорости горения смеси) углах зажигания часто возникает детонация (взрывное горение смеси), поэтому, для её избежания, реальный угол опережения зажигания делают чуть меньше, до порога возникновения детонации (подводом начального угла опережения вручную, или электроникой блока управления — автоматически, в движении). В современных двигателях управляющая программа постоянно устанавливает угол зажигания немножко ранее, постоянно двигая зажигание в раннюю сторону, малыми шагами в доли градуса, а в момент появления критерия детонации программа сдвигает зажигание на несколько градусов в позднюю сторону, затем процесс повторяется. В результате система «ведёт» момент зажигания по грани детонации, что способствует получению максимальной отдачи от двигателя. С момента введения стандарта EURO-3 момент зажигания управляется раздельно для каждого цилиндра.
Как «позднее зажигание», так и «раннее зажигание» (относительно оптимального) приводит к падению мощности двигателя и снижению экономичности из-за снижения КПД, а также избыточному нагреву и нагрузкам на детали двигателя. «Раннее зажигание», кроме того, приводит к сильной детонации, особенно при резком нажатии на педаль газа. Регулировка опережения зажигания на автомобилях обычно заключается в выставлении наиболее раннего момента зажигания, ещё не приводящего к детонации при разгоне.

## Узлы системы зажигания

### Датчик момента искрообразования
В старых двигателях использовался вращающийся кулачок и контактная группа (прерыватель), разрывающая цепь при определённом положении вала. Это упрощало низковольтную электрическую схему системы зажигания до двух проводов — от аккумулятора до катушки, и от катушки до прерывателя. Недостатком этой системы была низкая надёжность контактов прерывателя и параллельно им подключенного конденсатора (возможно, самое ненадёжное место в двигателе как целом), уязвимость контактов для нагара и влаги.
С развитием электроники от прерывателя отказались, заменив его бесконтактными датчиками — индуктивными, оптическими, либо наиболее распространёнными датчиками Холла, основанными на эффекте изменения проводимости полупроводника в магнитном поле. Преимущество бесконтактных схем — отсутствие необходимости в периодическом обслуживании, — за исключением замены свечей зажигания. В таком случае, для выдачи резкого фронта/спада напряжения на катушку необходима электронная схема, делающая это на основании сигнала с датчика. Отсюда происходит название такого варианта: «бесконтактное электронное зажигание». Электронная схема обычно исполнена в виде единого — зачастую неремонтопригодного — узла, известного в просторечии как «коммутатор».
На советских лодочных и мотоциклетных двигателях бесконтактное электронное зажигание применялось с 1970-х годов; на массовых легковых автомобилях — начиная с ВАЗ-2108 (1984, с задающим датчиком Холла в распределителе зажигания), хотя ранее на специальных «северных» версиях грузовиков ЗИЛ-130, Урал-375 использовалось бесконтактное зажигание «Искра» с коммутатором на кремниевых транзисторах, эта же система использовалась в полностью экранированном варианте на военной и специальной автомобильной технике. Датчик момента зажигания этой системы был генераторного типа (в распределителе зажигания вращается многополюсный магнит, наводяший импульсы в катушке индуктивности датчика).
В современных автомобилях на его смену пришли датчик положения коленвала и датчик фаз (в последних системах впрыска датчик фаз не используется, фазировка производится замером ускорения коленчатого вала при изменении углов зажигания для разных цилиндров, что ранее было трудно реализуемо ввиду недостаточной вычислительной мощности блоков управления). Точный момент искрообразования вычисляется электронным блоком управления в зависимости от показаний многих иных датчиков (датчик детонации, датчик положения дроссельной заслонки и т. п.) и в зависимости от режима движения и работы двигателя.

### Центробежный регулятор
Центробежный регулятор опережения зажигания — устройство, изменяющее положение шторки бесконтактного датчика или кулачка контактного (а значит, и момент зажигания) в зависимости от оборотов двигателя.
Состоит из грузиков (обычно — двух), которые, с увеличением оборотов двигателя, расходятся, преодолевая сопротивление пружинок, поворачивая при этом часть вала со шторкой или кулачком вперёд (увеличивая опережение зажигания при увеличении оборотов).

### Вакуумный регулятор
Вакуумный регулятор — устройство, изменяющее положение датчика относительно начального (а, значит, и момент зажигания) в зависимости от разрежения во впускном коллекторе, то есть от степени открытия дроссельных заслонок и оборотов двигателя. Обычно включает в себя шланг от узла прерывателя/датчика до карбюратора или впускного коллектора. На прерывателе разрежение воздействует на мембрану, которая, преодолевая сопротивление пружины, сдвигает датчик (контакты прерывателя) навстречу движению кулачка (шторок), то есть, увеличивая опережение зажигания при большом разрежении во впускном коллекторе (в этом случае смесь горит дольше, это режимы малых нагрузок при высоких оборотах двигателя).
Центробежный и вакуумный регуляторы позволяют добиться оптимального момента зажигания во всех режимах работы двигателя. В современных двигателях они уже не используются, — поскольку задача определения оптимального момента искрообразования переложена на микропроцессор (в электронном блоке управления, или контроллере), учитывающий в вычислениях также положение дросселей, обороты двигателя, сигналы датчика детонации и т. п.
На двигателях с электронными системами впрыска топлива функции центробежного и вакуумного регулятора выполняет программа блока управления двигателя.

### Катушка зажигания
Катушка зажигания (часто называется «бобина») — импульсный трансформатор, преобразующий резкий фронт/спад напряжения от прерывателя/коммутатора в высоковольтный импульс. В одноцилиндровых двигателях (лодочные, мотоциклетные) используется по одной катушке на каждый цилиндр, соединённой со свечой высоковольтным проводом. В многоцилиндровых двигателях традиционно использовалась одна катушка и распределитель; однако в большинстве современных двигателей используется несколько катушек зажигания, либо объединённых в едином корпусе с электронными коммутаторами (т. н. «модуль зажигания»), при этом каждая катушка обеспечивает искру в конкретном цилиндре, либо в группах цилиндров, что позволяет отказаться от распределителя зажигания, либо отдельные катушки устанавливаются непосредственно на каждую свечу; при этом, катушки выполнены в виде надеваемых на свечи наконечников, конструктивно объединяющих собственно высоковольтный трансформатор и силовой ключ управления, что позволяет отказаться также и от высоковольтных проводов. Переход на системы «одна катушка-одна свеча» в первую очередь связан с возросшей степенью форсировки автомобильных двигателей, что повлекло за собой повышение рабочих оборотов двигателя. Это в свою очередь вызвало подход систем с одной катушкой и высоковольтным распределителем к физическим пределам возможностей одной катушки: для создания мощного искрового разряда в катушке необходимо накопить большую энергию (порядка 50 мДж на разряд), значит, необходимо повышать индуктивность катушки. Повышение же индуктивности неизбежно увеличивает время накопления энергии в катушке. В случае многоцилиндровых двигателей это означало тупик. Решением и стало сначала появление DIS-систем (одна катушка на два цилиндра), и далее логически развилось в системы «одна катушка — одна свеча». Нередко — в случае большеобъёмных двигателей или двигателей, работающих на обеднённых смесях, — используют двух- или многоточечный по́джиг для уменьшения фазы горения смеси или для повышения надёжности (авиадвигатели). В этом случае устанавливается либо два комплекта катушек зажигания и распределителей, либо используется схема с индивидуальными катушками (например, двигатели Honda серии LxxA). Также, в двигателях с чётным числом цилиндров часто применяется схема с двухискровой катушкой зажигания, содержащей выводы от обоих концов высоковольтной обмотки и соответственно питающей две свечи зажигания, находящихся в цилиндрах, циклы в которых сдвинуты друг относительно друга так, чтобы ненужная в данный момент искра попадала на такт выпуска или продувки. Преимущество: позволяет упростить схему зажигания; причём, в случае двухцилиндровых двигателей — кардинально. Двухискровые катушки зажигания применяются на автомобилях «Ока», мотоциклах «Днепр».

### Распределитель зажигания
Распределитель зажигания (обиходное название — «трамблёр») — высоковольтный переключатель, бегунок которого получает вращение от распределительного вала двигателя, подключает катушку зажигания к нужной в данный момент свече. Обычно исполняется в одном корпусе и на одном валу с прерывателем/датчиком положения вала. Состоит из подвижного контакта (бегунка) и крышки, к которой подключаются один высоковольтный провод от катушки и несколько — далее к свечам.
Вполне надёжен, но требует периодической чистки; также, трещины крышки часто приводят к неработоспособности двигателя, — особенно во влажную погоду. Бегунок имеет тенденцию к подгоранию.
В современных двигателях распределитель не используется, уступив место модулям зажигания, использующим отдельные катушки для отдельных групп свечей, или катушкам установленным непосредственно на свечи.

### Высоковольтные провода
Высоковольтные провода соединяют катушку зажигания с центральным контактом крышки распределителя и боковые контакты распределителя со свечами зажигания. Если двигатель одноцилиндровый или применяется двухискровая катушка зажигания — тогда провод идёт от катушки непосредственно к свече. Высоковольтный провод — это многожильный провод, окружённый многослойной изоляцией, способной выдержать разность потенциалов до 40 киловольт. Характеризуются распределённым активным сопротивлением (порядка нескольких килоом на метр), либо так называемым «нулевым сопротивлением» (порядка нескольких ом на метр). В последнее время стала применяться изоляция из силикона, как более надёжная и долговечная. Также применяются экранированные провода (с металлической оплёткой), например, на автомобилях с радиостанциями для уменьшения радиопомех. На концах высоковольтных проводов находятся наконечники для подключения к катушке зажигания, крышке распределителя и свечам зажигания.
В некоторых современных автомобилях катушки зажигания устанавливаются непосредственно на свечи и высоковольтные провода не используются.

### Свеча зажигания
Свеча зажигания вворачивается в головку цилиндра (или в головку блока цилиндров), к контактному выводу при помощи наконечника подключается высоковольтный провод. Через воздушный промежуток между центральным и боковым электродами проскакивает электрическая искра, воспламеняя топливовоздушную смесь. Также существуют системы зажигания бензиновых двигателей с двумя свечами, и, соответственно, двумя катушками на каждый цилиндр (или двумя магнето, как на авиационных поршневых двигателях). Две свечи на цилиндр применяются, исходя из соображений сокращения длины пробега фронта горения в цилиндре, что позволяет немного сдвинуть момент зажигания в раннюю сторону, и получить немного бо́льшую отдачу от двигателя. Также повышается надёжность системы.

## Неисправности системы зажигания
Все неисправности систем зажигания можно разделить на категории:
- Неправильная регулировка и/или неисправность центробежного и/или вакуумного регулятора опережения зажигания (при их наличии), в современных системах — неоптимальная программа электронного блока управления. На практике употребляются термины «раннее зажигание» и «позднее зажигание».
- Периодический пропуск искры в одном или нескольких цилиндрах (в просторечии — перебои). Может быть следствием слабой энергии импульса или повреждением изоляции высоковольтных частей системы (искра сбегает).
- Полное отсутствие искры в одном или нескольких цилиндрах (соответственно двигатель троит или не заводится).
- Замасливание свечей (заливание бензином) возникает при попытке запуска в мороз холодного двигателя на полностью закрытой воздушной заслонке («включенном подсосе»). Единственным способом ремонта является выкручивание свечи и очистка электродов от масла бумагой, тряпкой или щёткой, их нагревание, например, на электроплитке. В современных инжекторных автомобильных двигателях почти не возникает.

Большинство узлов системы зажигания неремонтопригодны и в случае отказа заменяются на исправные. Наиболее часто выходящие из строя узлы:
- Контакты механического прерывателя, если он есть — срок службы большой, но требует достаточно частой периодической зачистки контактов и регулировки зазора.
- Свечи зажигания. На практике, их меняют превентивно, с некоторой периодичностью, заведомо меньшей, чем средний срок службы свечи до отказа.
- Высоковольтные провода — по причине старения изоляции, высокого передаваемого напряжения и постоянного механического воздействия (соединение неподвижной катушки зажигания и вибрирущего двигателя).
- Катушка (или модуль) зажигания — старение изоляции в обмотках. Замечен больший ресурс маслонаполненных катушек.
- Электронный коммутатор — по причине старения электронных компонентов.
- Прочие компоненты — как правило, рассчитаны на полный срок службы автомобиля и отказывают или в результате нарушения условий эксплуатации (температура, напряжение, загрязнение и т. п.), или по причине низкого качества изготовления. Сюда же относятся и проводка.

## Производители элементов системы зажигания
Кроме производителей оригинальных элементов системы зажигания существует несколько международных производителей, специализирующихся на вторичном рынке автокомплектующих, например:
- Delphi Corporation
- Wulf Gaertner Autoparts AG
- ZF Friedrichshafen AG
- Robert Bosch GmbH
- HEINZMANN GmbH & Co. KG